# 稔田镇
稔田镇是中国福建省龙岩市上杭县下辖的一个镇，位于上杭县东南部。稔田镇是八姓入闽后李（官田村）、丘、游（化厚村）、古、黄、冼等六姓始姐发祥地。

## 交通
稔田镇的主要交通为省道309公路，距离梅坎铁路26公里。

## 行政区划
稔田镇共辖18个村委会，分别是大湖村、化厚村、祝田村、石牌村、大燕村、南坑村、叶坑村、蔡坑村、官田村、梅镇村、长滩村、埔头村、连四村、丰朗村、楼岗村、枫山村、镇歧村、歧坑村。